# 2066
سنة 2066م هي سنة كبيسة تبدأ يوم الثلاثاء حسب التقويم الغريغوري.